# Presidente da Igreja (Santos dos Últimos Dias)
Presidente da Igreja (em inglês: President of the Church) é o cargo mais alto no Sacerdócio da Igreja de Jesus Cristo dos Santos dos Últimos Dias. O Presidente é o líder espiritual dos Santos dos Últimos Dias e chefe da Primeira Presidência, o corpo governante da Igreja. Herdeiro do legado de Joseph Smith, Jr., o Presidente da Igreja é considerado "profeta, vidente e revelador" e referido comumente como "O Profeta" pelos membros da mesma.

## Origem
O conceito de que a Igreja de Cristo necessitaria de um líder único surgiu em finais de 1831. Inicialmente, seguindo ao estabelecimento da Igreja em 1830, Joseph Smith referiu-se a si mesmo como sendo "um apóstolo de Jesus Cristo, um élder da Igreja". Contudo, havia também outros "apóstolos" e élderes, tornando obscuro qual seria a hierarquia formal na Igreja.
Em setembro de 1830, Hiram Page anunciou ter recebido revelações sobre a igreja, uma das quais afirmava que "ninguém deveria ser designado a receber comandos e revelações na Igreja, exceto o servo Joseph Smith (...)". Esta revelação estabeleceu o direito exclusivo de Smith como líder dos Santos dos Últimos Dias. Smith foi ordenado "alto sacerdote" em junho de 1831, juntamente com outros 22 membros da Igreja, incluindo figuras proeminentes como Hyrum Smith, Parley P. Pratt e Martin Harris. Como "alto sacerdotes", estes estavam acima dos élderes na hierarquia sacerdotal.
Em 1835, os "Artigos e Convênios da Igreja de Cristo" foram revisados, alterando a afirmativa "um...élder da igreja" para "o primeiro élder desta Igreja". Portanto, após estas reformas Joseph Smith passou ser referido como "Primeiro Élder" da Igreja. A revisão de 1835 também acrescentou um verso referindo-se ao cargo de "Presidente do Alto Sacerdócio" ou "Élder Presidente", que foi desde então aceito como parte da hierarquia da Igreja.

## Presidentes
1. Joseph Smith, Jr. (1832 - 1844)
2. Brigham Young (1847 - 1877)
3. John Taylor (1880 - 1887)
4. Wilford Woodruff (1889 - 1898)
5. Lorenzo Snow (1898 - 1901)
6. Joseph F. Smith (1901 - 1918)
7. Heber J. Grant (1918 - 1945)
8. George Albert Smith (1945 - 1951)
9. David O. McKay (1951 - 1970)
10. Joseph Fielding Smith (1970 - 1972)
11. Harold B. Lee (1972 - 1973)
12. Spencer W. Kimball (1973 - 1985)
13. Ezra Taft Benson (1985 - 1994)
14. Howard W. Hunter (1994 - 1995)
15. Gordon B. Hinckley (1994 - 2008)
16. Thomas S. Monson (2008 - 2018)
17. Russell M. Nelson (2018-~)